# Namida drop
Namida drop (ナミダドロップ?, Namida doroppu) è il ventitreesimo singolo della rock band visual kei giapponese Plastic Tree. È stato pubblicato il 10 maggio 2006 dall'etichetta major Universal Music.
Il brano è la prima ED ("ending theme", sigla finale) dell'anime Glass no kantai; si tratta del secondo lavoro del gruppo per un cartone animato, preceduto nel 1999 da Sink e seguito poi nel 2010 da Mirai iro.

## Tracce
Dopo il titolo è indicata fra parentesi "()" la grafia originale del titolo.
1. Namida drop (ナミダドロップ?) - 4:27 (Ryūtarō Arimura)
2. Rokugatsu no ame (六月の雨?) - 4:27 (Ryūtarō Arimura - Akira Nakayama)
3. Namida drop ~Instrumental~ (ナミダドロップ〜Instrumental〜?) - 4:27 (Ryūtarō Arimura)

## Altre presenze
- Namida drop:
  - 28/06/2006 - Chandelier

- Rokugatsu no ame:
  - 05/09/2007 - B men gahō

## Formazione
- Ryūtarō Arimura - voce e seconda chitarra
- Akira Nakayama - chitarra e cori
- Tadashi Hasegawa - basso e cori
- Hiroshi Sasabuchi - batteria